# Иван Луц
Иван Луц (Ivan Lutz; Славонски Брод, 1978) је хрватски писац научне фантастике и физичар. Најпознатији је по футурофантастичном роману Зовите ју Земља.

## Биографија
Дипломирао је на Одјелу за физику у Осијеку темом „Отворена питања у новој козмологији“ 2004. године. Запослен је у Средњој школи Матије Антуна Рељковића у Славонском Броду као професор физике.
Члан је Астрономског друштва „Геа-x“, те НФ Клуба „Орион“ из Славонског Брода. Један је од покретача серије збирки фантастичних прича „Марсоник“, које излазе два пута годишње и окупљају жанровске писце Западног Балкана. Један је од организатора регионалне НФ конвенције "Марсоникон" у Славонском Броду.

## Дела
Луцове кратке приче су у Хрватској објављене у збиркама "Марсоник" 1,2,3, ГОНГ-овој збирци на тему демократије и часопису Сириус Б.
Његов први роман Зовите ју Земља објавила је издавачка кућа „Чаробна књига“ из Београда 2013. године.